# Bàsquet Manresa
O Bàsquet Manresa S.A.D, também conhecido por BAXI Manresa por motivos de patrocinadores, é um clube profissional de basquetebol baseado na cidade de Manresa, Catalunha, Espanha que disputa atualmente disputa a Liga ACB (Espanha) e a EuroCopa. O clube fundado em 1931 tem extensa participação em competições nacionais, conquistando a Liga ACB na 1997-98 e a Copa do Rei de 1996.